# Dominic Lash

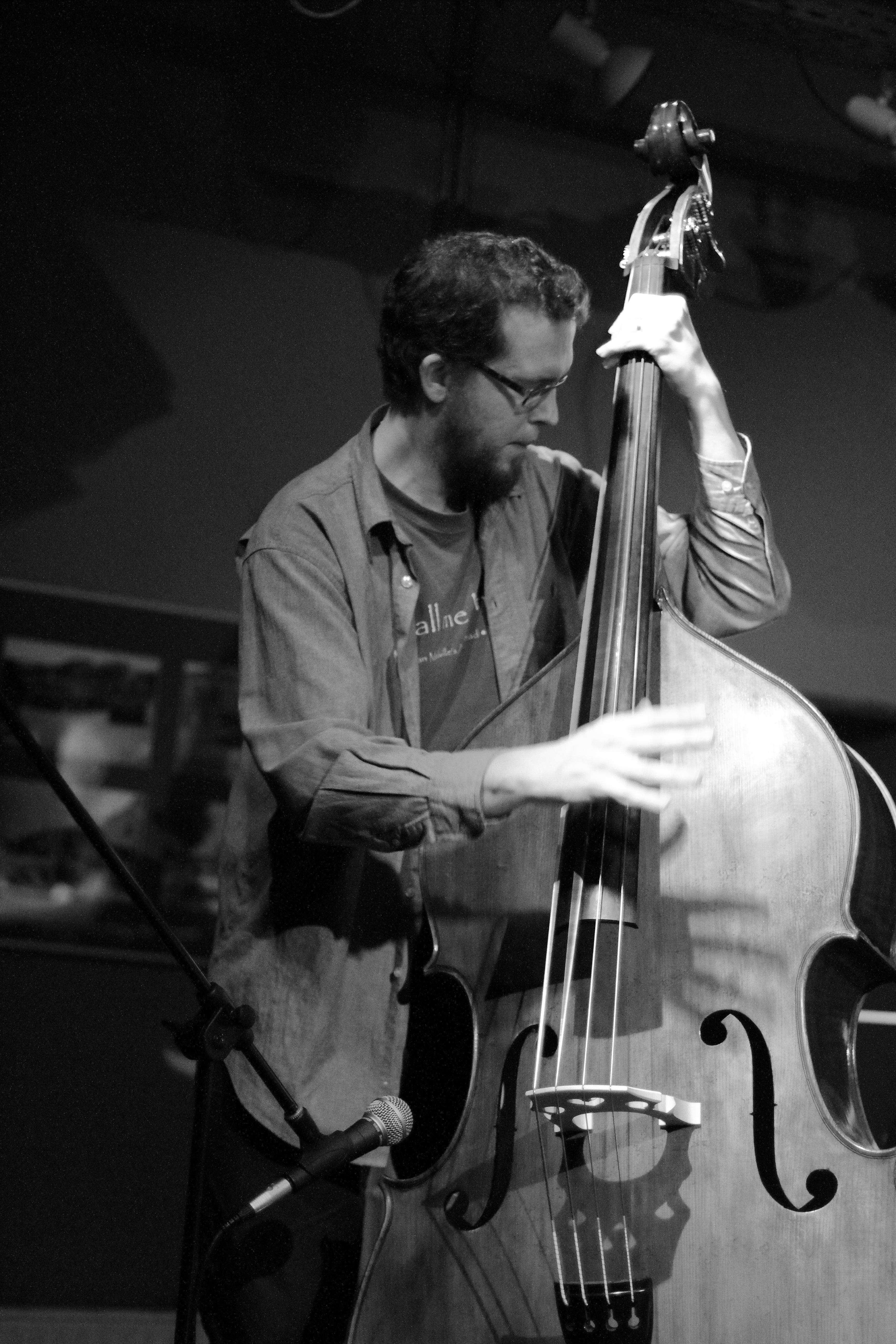
Dominic Lash beim Konzert im Club W71, 2016

Dominic Lash (* 18. Januar 1980 in Cambridge) ist ein britischer Jazz-Bassist, der in der Oxforder Improvisationsszene tätig ist.

## Leben und Wirken
Lash, Sohn des Theologen Nicholas Lash, spielte zunächst Gitarre, bevor er 2001 zum Kontrabass wechselte. Er studierte u. a. am Basstech in London, 2003 erwarb er den Master in Komposition an der Oxford Brookes University, wo er u. a. bei Paul Whitty und Ray Lee studierte. 2010 promovierte er an der Brunel University über die Metonymie im Werk von Derek Bailey, Helmut Lachenmann und J. H. Prynne. In Oxford spielte er u. a. mit Tony Conrad, Joe Morris, Evan Parker, Steve Reid, John Butcher/John Russell und Nate Wooley. Er ist Mitbegründer des transatlantischen Convergence Quartet, mit Alexander Hawkins, Taylor Ho Bynum und Harris Eisenstadt; ferner arbeitete er mit Alex Ward (Barkingside, 2008), im Imaginary String Trio mit Philipp Wachsmann und Bruno Guastalla, und im London Improvisers Orchestra und im Oxford Improvisers Orchestra (4 Compositions For Orchestra , 2010).
Sein Plattendebüt gab er 2006 als Leiter eines Brass-Ensembles mit der 7-inch-Single Tongues of Fire/Smokin' Jo Crow/Washerwoman's Brawl. Lash, der zeitweilig auch in New York lebt, arbeitet gegenwärtig mit The Set Ensemble, und seinem Improvisationsprojekt representations und in Duo/Trio-Projekten mit Chris Cundy, Alex Ward, Pat Thomas und Mark Sanders. 2009 gab er mit Theo Jörgensmann und Sebastian Rochford einige Konzerte in London.
Lash bewegt sich stilistisch im Bereich von Jazz, freier Improvisation und zeitgenössischer Musik. So ist er mit dem Set Ensemble auch an Aufführungen von Musik der Edition Wandelweiser beteiligt, u. a. von Manfred Werder, Eva-Maria Houben, Jürg Frey, Michael Pisaro und Radu Malfatti.
2022 legte er das Buch Robert Pippin and Film: Publics, Ethics and Psychology after Modernism vor.

## Diskographische Hinweise
- Tongues of Fire: Smokin' Jo Crow/Washerwoman's Brawl (Nanny Tango, 2006), mit Pete McPhail, Tim Hill, Steve Noble, Dan Fox, Harry Dawes, Stuart Henderson
- No Now Is So (FMR Records, 2009) mit Alexander Hawkins, Hannah Marshall, Javier Carmona, Orphy Robinson, Otto Fischer
- Patrick Farmer, Dominic Lash: Bestiaries (Cathnor Recordings, 2010)
- The Convergence Quartet: Song / Dance (2010)
- Tony Bevan, Paul Obermayer, Phil Marks & Dominic Lash: A Big Hand (2011)
- Dominic Lash, Patrick Farmer, Sarah Hughes, Eva-Maria Houben, Taylam Susam: Droplets (Another Timbre, 2011)
- Angharad Davies, Julia Eckhardt, Dominic Lash, Stefan Thut: Four Quartets and Four Soli (Compost and Height, 2011)
- Tony Bevan, Paul Obermayer, Phil Marks, Dominic Lash: A Big Hand (Foghorn Records, 2011)
- Dominic Lash & Chris Cundy: Two Plump Daughters (Creative Sources, 2012)
- The Convergence Quartet: Slow and Steady (2012)
- Stefan Keune, Dominic Lash, Steve Noble: Fractions (NoBusiness Records, 2015)
- The Convergence Quartet: Owl Jacket (NoBusiness, 2015), mit Taylor Ho Bynum, Harris Eisenstadt, Alexander Hawkins
- Extremophile (2017), mit Ricardo Tejero, Alex Ward, Javier Carmona
- Dominic Lash & Seth Cooke: Egregore (Intonema, 2017)
- John Butcher, Pat Thomas, Dominic Lash, Steve Noble: Fathom (577 Records, 2023)
- Pat Thomas, Dominic Lash & Tony Orrell: BleySchool: Where? (2024)